# ألعاب القوى في الألعاب البارالمبية الصيفية 1992
تضمنت ألعاب القوى في الألعاب البارالمبية الصيفية 1992 239 حدثًا، 152 للرجال و62 للنساء. بسبب التعادل على المركز الأول في سباق 100 متر للرجال في فئة B1 وتعادل آخر حدث أيضًا في المركز الثالث في منافسة القفز العالي في فئة B2 للرجال، تم منح 240 ميدالية ذهبية، 238 فضية و240 برونزية.
السباحة ورياضة ألعاب القوى وتنس الطاولة استخدمت نظام تصنيف طبي في ألعاب برشلونة. حدث هذا حيث كانت الألعاب في فترة انتقالية مع بدء عدد من الرياضات الأخرى في الانتقال إلى نظام تصنيف قائم بالكامل على الأداء الوظيفي.
هذه جدول الميداليات يشمل أيضاً ألعاب 1992 البارالمبية للأشخاص ذوي الإعاقة الذهنية، التي نظمتها نفس اللجنة المنظمة، وتعتبر جزءاً من نفس الحدث، ولكن في مدريد، بين 15 و22 سبتمبر في نفس العام.

## الدول المشاركة
- الجزائر (2)
- الأرجنتين (9)
- أستراليا (49)
- النمسا (18)
- البحرين (3)
- بلجيكا (18)
- البرازيل (13)
- بلغاريا (5)
- كندا (47)
- الصين (12)
- تايبيه الصينية (5)
- كولومبيا (3)
- كوستاريكا (2)
- كرواتيا (1)
- كوبا (8)
- قبرص (2)
- تشيكوسلوفاكيا (14)
- الدنمارك (3)
- جمهورية الدومينيكان (1)
- الإكوادور (3)
- مصر (9)
- إستونيا (3)
- فنلندا (13)
- فرنسا (18)
- ألمانيا (63)
- بريطانيا العظمى (62)
- اليونان (5)
- هونغ كونغ (6)
- المجر (6)
- آيسلندا (2)
- وفد بارالمبي مستقل (7)
- الهند (9)
- إيران (14)
- العراق (7)
- جزيرة أيرلندا (28)
- إسرائيل (5)
- إيطاليا (27)
- جامايكا (3)
- اليابان (20)
- كينيا (13)
- الكويت (13)
- لاتفيا (2)
- ليتوانيا (4)
- ماكاو (2)
- ماليزيا (5)
- المكسيك (13)
- المغرب (2)
- مينمار (1)
- ناميبيا (2)
- هولندا (15)
- نيوزيلندا (6)
- نيجيريا (1)
- النرويج (9)
- عمان (4)
- باكستان (1)
- بنما (2)
- بولندا (10)
- البرتغال (11)
- بورتوريكو (3)
- سيشل (2)
- سنغافورة (4)
- سلوفينيا (5)
- جنوب إفريقيا (8)
- كوريا الجنوبية (12)
- إسبانيا (67)
- السويد (14)
- سويسرا (19)
- تايلاند (4)
- تونس (1)
- الفريق الموحد (19)
- الولايات المتحدة (122)
- الأوروغواي (2)
- فنزويلا (3)
- اليمن (2)

## ملخص الميداليات

### جدول الميداليات
*   البلد المضيف (مضيف)
| المرتبة | فريق                      | ذهبية | فضية | برونزية | المجموع |
| ------- | ------------------------- | ----- | ---- | ------- | ------- |
| 1       | الولايات المتحدة (USA)    | 40    | 25   | 31      | 96      |
| 2       | إسبانيا (ESP)             | 26    | 15   | 16      | 57      |
| 3       | ألمانيا (GER)             | 20    | 19   | 24      | 63      |
| 4       | بريطانيا العظمى (GBR)     | 17    | 21   | 17      | 55      |
| 5       | كندا (CAN)                | 16    | 16   | 16      | 48      |
| 6       | أستراليا (AUS)            | 14    | 18   | 16      | 48      |
| 7       | الفريق الموحد (EUN)       | 11    | 10   | 7       | 28      |
| 8       | الصين (CHN)               | 8     | 4    | 3       | 15      |
| 9       | سويسرا (SUI)              | 6     | 12   | 7       | 25      |
| 10      | فرنسا (FRA)               | 6     | 7    | 5       | 18      |
| 11      | بولندا (POL)              | 6     | 5    | 6       | 17      |
| 12      | الأوروغواي (URU)          | 5     | 3    | 1       | 9       |
| 13      | كوريا الجنوبية (KOR)      | 4     | 7    | 4       | 15      |
| 14      | السويد (SWE)              | 4     | 6    | 3       | 13      |
| 15      | الدنمارك (DEN)            | 4     | 5    | 0       | 9       |
| 16      | مصر (EGY)                 | 4     | 4    | 1       | 9       |
| 17      | البرازيل (BRA)            | 4     | 3    | 2       | 9       |
| 18      | تشيكوسلوفاكيا (TCH)       | 4     | 2    | 5       | 11      |
| 19      | البرتغال (POR)            | 3     | 4    | 4       | 11      |
| 20      | رومانيا (ROU)             | 3     | 3    | 3       | 9       |
| 20      | هولندا (NED)              | 3     | 3    | 3       | 9       |
| 22      | كوبا (CUB)                | 3     | 2    | 3       | 8       |
| 23      | جنوب إفريقيا (RSA)        | 3     | 1    | 3       | 7       |
| 24      | كينيا (KEN)               | 3     | 1    | 2       | 6       |
| 25      | جمهورية الدومينيكان (DOM) | 2     | 5    | 1       | 8       |
| 26      | النمسا (AUT)              | 2     | 3    | 6       | 11      |
| 27      | بلجيكا (BEL)              | 2     | 3    | 1       | 6       |
| 28      | إيطاليا (ITA)             | 2     | 2    | 6       | 10      |
| 29      | فنلندا (FIN)              | 2     | 2    | 5       | 9       |
| 30      | اليابان (JPN)             | 2     | 1    | 6       | 9       |
| 31      | سلوفينيا (SLO)            | 2     | 0    | 1       | 3       |
| 32      | نيجيريا (NGR)             | 2     | 0    | 0       | 2       |
| 33      | الكويت (KUW)              | 1     | 3    | 0       | 4       |
| 34      | بلغاريا (BUL)             | 1     | 2    | 0       | 3       |
| 34      | بنما (PAN)                | 1     | 2    | 0       | 3       |
| 36      | الأرجنتين (ARG)           | 1     | 1    | 0       | 2       |
| 36      | وفد بارالمبي مستقل (IPP)  | 1     | 1    | 0       | 2       |
| 38      | تشيلي (CHI)               | 1     | 0    | 0       | 1       |
| 38      | نيوزيلندا (NZL)           | 1     | 0    | 0       | 1       |
| 40      | ليتوانيا (LTU)            | 0     | 4    | 3       | 7       |
| 41      | النرويج (NOR)             | 0     | 2    | 4       | 6       |
| 42      | إيران (IRN)               | 0     | 2    | 1       | 3       |
| 42      | اليونان (GRE)             | 0     | 2    | 1       | 3       |
| 42      | جزيرة أيرلندا (IRL)       | 0     | 2    | 1       | 3       |
| 45      | المكسيك (MEX)             | 0     | 1    | 8       | 9       |
| 46      | جامايكا (JAM)             | 0     | 1    | 2       | 3       |
| 47      | هونغ كونغ (HKG)           | 0     | 1    | 1       | 2       |
| 48      | إستونيا (EST)             | 0     | 1    | 0       | 1       |
| 48      | تونس (TUN)                | 0     | 1    | 0       | 1       |
| 50      | آيسلندا (ISL)             | 0     | 0    | 2       | 2       |
| 51      | الإكوادور (ECU)           | 0     | 0    | 1       | 1       |
| 51      | البحرين (BRN)             | 0     | 0    | 1       | 1       |
| 51      | العراق (IRQ)              | 0     | 0    | 1       | 1       |
| 51      | المجر (HUN)               | 0     | 0    | 1       | 1       |
| 51      | تايلاند (THA)             | 0     | 0    | 1       | 1       |
| 51      | فنزويلا (VEN)             | 0     | 0    | 1       | 1       |
| 51      | كرواتيا (CRO)             | 0     | 0    | 1       | 1       |
| 51      | ماليزيا (MAS)             | 0     | 0    | 1       | 1       |
| المجموع | المجموع                   | 240   | 238  | 239     | 717     |

### أحداث الرجال
| حدث                     | الذهبية | الفضية                                                                                                | البرونزية                                                                              |
| ----------------------- | --- | --- | -------------------------------------------------------------------------------------- |
| 100 م B1                | سيرجي سيفاستيانوف · الفريق الموحد                                                                          | | خوسيه مانويل رودريغيز · إسبانيا                                                        |
| 100 م B1                | خوليو ريكونا · إسبانيا                                                                                     | | خوسيه مانويل رودريغيز · إسبانيا                                                        |
| 100 م B2                | مارسيلينو باث · إسبانيا                                                                                    | عمر تورو · كوبا                                                                                       | ميروسلاف بيش · بولندا                                                                  |
| 100 م B3                | ألفدو مانغانارو · إيطاليا                                                                                  | أوفى ميلمان · ألمانيا                                                                                 | إنريكي سيبيدا · كوبا                                                                   |
| 100 م C3–4              | ديفيد لارسون · الولايات المتحدة                                                                            | روس ديفيس · الولايات المتحدة                                                                          | جو زوبانيك · كندا                                                                      |
| 100 م C5                | لاري بانكس · الولايات المتحدة                                                                              | بول هيوز · بريطانيا العظمى                                                                            | خايمي روماغويرا · أستراليا                                                             |
| 100 م C6                | فريمان ريجستر · الولايات المتحدة                                                                           | دو تشون كيم · كوريا الجنوبية                                                                          | إيريك ستينباك · الولايات المتحدة                                                       |
| 100 م C7                | بيتر هابر · ألمانيا                                                                                        | سونغ كووك كانغ · كوريا الجنوبية                                                                       | يو تشيونغ · هونغ كونغ                                                                  |
| 100 م C8                | فرانك برونو · كندا                                                                                         | شينغ تشونغ تشان · هونغ كونغ                                                                           | توماس ديتز · الولايات المتحدة                                                          |
| 100 م TS1               | جو غايتاني · الولايات المتحدة                                                                              | لوكاس كريستن · سويسرا                                                                                 | غونتر بليتز · ألمانيا                                                                  |
| 100 متر TS2             | توني فولبينتيست · الولايات المتحدة                                                                         | دينيس أويلر · الولايات المتحدة                                                                        | نيل فاولر · أستراليا                                                                   |
| 100 متر TS4             | أجيبولا أدييوي · نيجيريا                                                                                   | نايجل كولتاس · بريطانيا العظمى                                                                        | جير سفيريسون · آيسلندا                                                                 |
| 100 متر TW1             | بارت دودسون · الولايات المتحدة                                                                             | هانز لوبيرينج · ألمانيا                                                                               | جوزيبي فورني · سويسرا                                                                  |
| 100 متر TW2             | بول نيتز · الولايات المتحدة                                                                                | أندريه بودوين · كندا                                                                                  | برادلي راماج · الولايات المتحدة                                                        |
| 100 متر TW3             | أندرو هودج · بريطانيا العظمى                                                                               | جون ليندسي · أستراليا                                                                                 | كريس هالام · بريطانيا العظمى                                                           |
| 100 متر TW4             | كلود إيسورات · فرنسا                                                                                       | هاكان إريكسون · السويد                                                                                | روبرت فيغل · ألمانيا                                                                   |
| 200 متر B1              | كارلوس كونسيكاو · البرتغال                                                                                 | خوليو ريكونا · إسبانيا                                                                                | دارين كولينز · أستراليا                                                                |
| 200 متر B2              | مارسيلينو باز · إسبانيا                                                                                    | إنغو جيفرز · ألمانيا                                                                                  | عمر تورو · كوبا                                                                        |
| 200 متر B3              | أوي ميهلمن · ألمانيا                                                                                       | ألدوا مانغانارو · إيطاليا                                                                             | برايان بيغرام · الولايات المتحدة                                                       |
| 200 متر C3–4            | ديفيد لارسون · الولايات المتحدة                                                                            | Ross Davis · الولايات المتحدة                                                                         | كريستوفر ريدجواي · الولايات المتحدة                                                    |
| 200 م C5–6              | دو تشون كيم · كوريا الجنوبية                                                                               | إريك ستينباك · الولايات المتحدة                                                                       | فريمان ريجيستر · الولايات المتحدة                                                      |
| 200 م C7                | بيتر هابر · ألمانيا                                                                                        | سونغ كوك كانغ · كوريا الجنوبية                                                                        | هاوكور جونارسون · آيسلندا                                                              |
| 200 م C8                | فرانك برونو · كندا                                                                                         | هون سون · كوريا الجنوبية                                                                              | خوسيه مانويل غونزاليس · إسبانيا                                                        |
| 200 م TS1               | جو غايتاني · الولايات المتحدة                                                                              | لوكاس كريستن · سويسرا                                                                                 | تود شافهاوزر · الولايات المتحدة                                                        |
| 200 م TS2               | توني فولبنتيست · الولايات المتحدة                                                                          | نيل فاولر · أستراليا                                                                                  | دينيس أوهلر · الولايات المتحدة                                                         |
| 200 م TS3               | يرزي شليزاك · بولندا                                                                                       | بيتر بادنورست · جنوب إفريقيا                                                                          | ياروسواف فيسنيفسكي · بولندا                                                            |
| 200 م TS4               | أجيبولا أدي أويا · نيجيريا                                                                                 | نيجل كولتاس · بريطانيا العظمى                                                                         | نيل لوو · جنوب إفريقيا                                                                 |
| 200 م TW1               | بارت دودسون · الولايات المتحدة                                                                             | جوزيبي فورني · سويسرا                                                                                 | هانز لوبرينج · ألمانيا                                                                 |
| 200 م TW2               | شون ميريديث · الولايات المتحدة                                                                             | ريتشارد ريلي · كندا                                                                                   | أندريه بودوان · كندا                                                                   |
| 200 م TW3               | جون ليندسي · أستراليا                                                                                      | مارك كيسي · كندا                                                                                      | لوك جينغراس · كندا                                                                     |
| 200 م TW4               | كلود إيسورات · فرنسا                                                                                       | هاكان إريكسون · السويد                                                                                | روبرت فيغل · ألمانيا                                                                   |
| 400 م B1                | كارلوس كونسيكاو · البرتغال                                                                                 | أوسكار بوبو · كوبا                                                                                    | دارين كولينز · أستراليا                                                                |
| 400 م B2                | عمر تورو · كوبا                                                                                            | خوسيه أنطونيو سانشيز · إسبانيا                                                                        | إنجو جيفرز · ألمانيا                                                                   |
| 400 م B3                | أوليج تشيبيل · الفريق الموحد                                                                               | بريان بيجرام · الولايات المتحدة                                                                       | كريستوف كارايون · فرنسا                                                                |
| 400 م C3–4              | ديفيد لارسن · الولايات المتحدة                                                                             | Ross Davis · الولايات المتحدة                                                                         | كريستوفر ريدجواي · الولايات المتحدة                                                    |
| 400 م C6                | دو تشن كيم · كوريا الجنوبية                                                                                | مايكل لاغاسي · الولايات المتحدة                                                                       | إيريك ستينباك · الولايات المتحدة                                                       |
| 400 م C7                | بيتر هابر · ألمانيا                                                                                        | سونغ كوك كانغ · كوريا الجنوبية                                                                        | أحمد حسن محمود · مصر                                                                   |
| 400 م C8                | فرانك برونو · كندا                                                                                         | خافيير سلميرون · إسبانيا                                                                              | خوسيه مانويل غونزاليس · إسبانيا                                                        |
| 400 م TS2               | جوزيف ليمار · الولايات المتحدة                                                                             | نيل فاولر · أستراليا                                                                                  | ستيوارت براي · بريطانيا العظمى                                                         |
| 400 م TS3               | بيتر بادنهورست · جنوب إفريقيا                                                                              | يرزي سزلزاك · بولندا                                                                                  | جيف تيزن · كندا                                                                        |
| 400 م TS4               | باتريس جيرجس · فرنسا                                                                                       | نايجل كولتا · بريطانيا العظمى                                                                         | نيل لو · جنوب إفريقيا                                                                  |
| 400 م TW1               | بارت دودسون · الولايات المتحدة                                                                             | هانس لوبيرينغ · ألمانيا                                                                               | رينر كوشال · سويسرا                                                                    |
| 400 م TW2               | ريتشارد ريلي · كندا                                                                                        | ثيو دوفيستاين · هولندا                                                                                | برادلي رامج · الولايات المتحدة                                                         |
| 400 م TW3               | ماركوس بيلز · ألمانيا                                                                                      | مارك كوسي · كندا                                                                                      | جون ليندسي · أستراليا                                                                  |
| 400 م TW4               | مايكل نوى · الولايات المتحدة                                                                               | كلود إيسورات · فرنسا                                                                                  | هاكان إريكسون · السويد                                                                 |
| 800 م B1                | أوسكار بوبو · كوبا                                                                                         | روبرت ماثيوز · بريطانيا العظمى                                                                        | باولو دي ألميدا كويلو · البرتغال                                                       |
| 800 م B2                | فالدامار كيكلسكي · بولندا                                                                                  | خوسيه أنطونيو سانشيز · إسبانيا                                                                        | نويل ثاتشر · بريطانيا العظمى                                                           |
| 800 م B3                | كريستوف كارايون · فرنسا                                                                                    | سعيد جوميز · بنما                                                                                     | سام ريكارد · أستراليا                                                                  |
| 800 م C3–4              | ديفيد لارسون · الولايات المتحدة                                                                            | روس ديفيس · الولايات المتحدة                                                                          | كريستوفر ريدجواي · الولايات المتحدة                                                    |
| 800 م C7–8              | أندجيه فروبل · بولندا                                                                                      | هيكي لهيكوينن · فنلندا                                                                                | جون نيثركوت · بريطانيا العظمى                                                          |
| 800 متر TS4             | خافيير كوندي · إسبانيا                                                                                     | باتريس جيرجيس · فرنسا                                                                                 | سيرجي سيلشينكو · الفريق الموحد                                                         |
| 800 متر TW1             | بارت دودسون · الولايات المتحدة                                                                             | راينر كوشال · سويسرا                                                                                  | ألويس دي فيدي · إيطاليا                                                                |
| 800 متر TW2             | ريتشارد ريلي · كندا                                                                                        | يوهان كاستنر · ألمانيا                                                                                | كلايتون جيرين · كندا                                                                   |
| 800 متر TW3             | هاينز فري · سويسرا                                                                                         | جان مارك بيرسيه · سويسرا                                                                              | لوك جينجراس · كندا                                                                     |
| 800 متر TW4             | سكوت هولونبك · الولايات المتحدة                                                                            | جيف آدامز · كندا                                                                                      | سيسكو جيتر · الولايات المتحدة                                                          |
| 1500 متر B1             | باولو دي ألميدا كويلو · البرتغال                                                                           | تيريه لوفاس · النرويج                                                                                 | روبرت ماثيوز · بريطانيا العظمى                                                         |
| 1500 متر B2             | نويل ثاتشر · بريطانيا العظمى                                                                               | فالديمار كيكولسكي · بولندا                                                                            | خوسيه أنطونيو سانشيز · إسبانيا                                                         |
| 1500 متر B3             | كريستوف كارايون · فرنسا                                                                                    | سعيد غوميز · بنما                                                                                     | أنتوني هاميلتون · بريطانيا العظمى                                                      |
| 1500 متر C7–8           | جون نيذركوت · بريطانيا العظمى                                                                              | هيكي ليهيكوينين · فنلندا                                                                              | أندجيه فربل · بولندا                                                                   |
| 1500 متر TS4            | خافيير كوندي · إسبانيا                                                                                     | سيرجي سيلشينكو · الفريق الموحد                                                                        | يان جيان وو · الصين                                                                    |
| 1500 متر TW1            | بارت دودسون · الولايات المتحدة                                                                             | راينر كوشال · سويسرا                                                                                  | جوزيبي فورني · سويسرا                                                                  |
| 1500 متر TW2            | ثيو دوفيستين · هولندا                                                                                      | ريتشارد ريلي · كندا                                                                                   | كلايتون جيرين · كندا                                                                   |
| 1500 متر TW3–4          | مايكل نو · الولايات المتحدة                                                                                | سكوت هولونبك · الولايات المتحدة                                                                       | ماركو ري كاليجاري · إيطاليا                                                            |
| 5000 متر B1             | روبرت ماثيوس · بريطانيا العظمى                                                                             | باولو دي ألميدا كويلو · البرتغال                                                                      | تيرجي لوفاس · النرويج                                                                  |
| 5000 متر B2             | ماريانو رويز · إسبانيا                                                                                     | فالدمار كيكلسكي · بولندا                                                                              | ميشيل بيفون · فرنسا                                                                    |
| 5000 م B3               | سعيد جوميز · بنما                                                                                          | مارك فارنيل · بريطانيا العظمى                                                                         | ياري غوسف · فنلندا                                                                     |
| 5000 م C5–8             | بيني جوفايرتس · بلجيكا                                                                                     | ديفيد هاو · كندا                                                                                      | هيكي ليهيكونين · فنلندا                                                                |
| 5000 م TS4              | خافيير كوندي · إسبانيا                                                                                     | يان جيان وو · الصين                                                                                   | أنجل مارين · إسبانيا                                                                   |
| 5000 م TW1              | بارت دودسون · الولايات المتحدة                                                                             | راينر كوشال · سويسرا                                                                                  | هاينريش كوَبَرلي · ألمانيا                                                               |
| 5000 م TW2              | كلايتون جيرين · كندا                                                                                       | يوهان كاستنر · ألمانيا                                                                                | كريستوف إتزلستورفر · النمسا                                                            |
| 5000 م TW3–4            | هاينز فري · سويسرا                                                                                         | ماركوس بيلتس · ألمانيا                                                                                | إنزو ماسييلو · إيطاليا                                                                 |
| 10000 م TS4             | خافيير كوندي · إسبانيا                                                                                     | أنخيل مارين · إسبانيا                                                                                 | سيرجي سيلشينكو · الفريق الموحد                                                         |
| 10000 م TW3–4           | أندريه فيجير · كندا                                                                                        | هاينز فري · سويسرا                                                                                    | ماركوس بيلتس · ألمانيا                                                                 |
| ماراثون B1              | كارلو دورانت · إيطاليا                                                                                     | توفيري كيبوكا · النرويج                                                                               | ستيف بروكس · كندا                                                                      |
| ماراثون B2              | ستيفن برنت · بريطانيا العظمى                                                                               | خوسيه أورتيز · إسبانيا                                                                                | بول كوليت · فرنسا                                                                      |
| ماراثون B3              | مارك فارنيل · بريطانيا العظمى                                                                              | أنطون سلوكا · تشيكوسلوفاكيا                                                                           | تيمو بولكينن · فنلندا                                                                  |
| ماراثون TW1             | هاينريش كوبرل · ألمانيا                                                                                    | راينر كوشال · سويسرا                                                                                  | جيوسيبي فورني · سويسرا                                                                 |
| ماراثون TW2             | كلايتون جيرين · كندا                                                                                       | كريستوف إتزلستورفر · النمسا                                                                           | جريج سميث · أستراليا                                                                   |
| ماراثون TW3–4           | هاينز فري · سويسرا                                                                                         | كلود إيسورات · فرنسا                                                                                  | جيدي شابورت · جنوب إفريقيا                                                             |
| 4 × 100 م تتابع B1–B3   | إسبانيا (ESP) · خورخي نونيز · مارسيلينو باز · خوان أنطونيو برييتو · خوليو ريكينا                           | بريطانيا العظمى (GBR) · أندرو كيرتس · روبرت لاثام · برينلي رينولدز · مارك ويتلي                       | الولايات المتحدة (USA) · أندريه أسبري · بريان بيجرام · كريس بايبر · كورتني ويليامز     |
| 4 × 100 م ترحيل C5–8    | الولايات المتحدة (الولايات المتحدة الأمريكية) · فريمان ريجستر · جيمس أندرسون · جريجوري تايلور · توماس ديتز | إسبانيا (إسبانيا) · خافيير سالمرون · مارسيلينو سافيدرا · جوليان جاليليا · خوسيه مانويل غونزاليس       | البرتغال (البرتغال) · ستوس. كوريا · أنطونيو جوزيه سيلفا · خوسيه دياس · ماريو سانتوس    |
| 4 × 100 م ترحيل TS2،4   | أستراليا (أستراليا) · ألان باتلر · نيل فاولر · كارل فايفار · رودني نوغينت                                  | الولايات المتحدة (الولايات المتحدة الأمريكية) · دينيس أوهلر · دانا جاسر · جو جايتاني · توني فولبينتست | النمسا (النمسا) · جونتر هيرنبك · مانفريد هارتل · هارالد روث · أندرياس كرامر            |
| 4 × 100 م ترحيل TW1–2   | الولايات المتحدة (الولايات المتحدة الأمريكية) · بول نيتز · بارت دودسون · برادلي راماج · شون ميرديث         | أستراليا (أستراليا) · آلان دافتي · جريج سميث · فابيان بلاتمان · فينتشنزو فاليلونجا                    | سويسرا (سويسرا) · بيتر شميت · جيوسيبي فورني · دانييل كام · فرانز ويبر                  |
| 4 × 100 م ترحيل TW3–4   | ألمانيا (ألمانيا) · روبرت فيغل · وينفريد سيج · جيدو مولر · ماركوس بيلز                                     | كندا (كندا) · مارك كيسي · جيمس بيكر · أندريه فيجر · دانيال ويزلي                                      | سويسرا (سويسرا) · أورس شيدجر · جيدو مولر · هاينز فري · دانييل بوجلي                    |
| 4 × 400 م ترحيل B1–B3   | إسبانيا (إسبانيا) · خوسيه أنطونيو سانشيز · سيرجيو سانشيز · خوان أنطونيو بريتو · إنريكي سانشيز              | بريطانيا العظمى (بريطانيا العظمى) · سيمون باتلر · أندرو كورتيس · نويل تاتشر · مارك وايتلي             | إيطاليا (إيطاليا) · فينتشنزو كياتشو · كلاوديو كوستا · ساندرو فيليبوزي · ألدو مانجانارو |
| 4 × 400 متر تتابع TW1–2 | الولايات المتحدة (الولايات المتحدة) · برادلي راماج · هربرت بيرنز · بارت دودسون · شون ميريديث               | سويسرا (سويسرا) · بيتر شميت · راينر كوشل · دانييل كام · فرانز ويبر                                    | أستراليا (أستراليا) · آلان دوفتي · جريج سميث · فابيان بلاتمان · فينتشنزو فاللونغا      |
| 4 × 400 متر تتابع TW3–4 | الولايات المتحدة (الولايات المتحدة) · مايكل نو · سيسكو جيتر · توماس سيلرز · سكوت هولونبيك                  | كندا (كندا) · جيف آدامز · لوك جينغراس · أندريه فيجير · مارك كيسي                                      | ألمانيا (ألمانيا) · غويدو مولر · ماركوس بيلز · وينفريد زيغ · روبرت فيغل                |
| الوثب العالي B2         | أليخو فيليز · إسبانيا                                                                                      | خوان كارلوس بريتو · إسبانيا                                                                           | محمد خاسري عثمان · مالايا                                                              |
| الوثب العالي B2         | أليخو فيليز · إسبانيا                                                                                      | خوان كارلوس بريتو · إسبانيا                                                                           | أكيهيتو موتوهاشي · اليابان                                                             |
| الوثب العالي B3         | جوناثان أوركت · الولايات المتحدة                                                                           | إينست بلي · الولايات المتحدة                                                                          | أولاف ميلمان · ألمانيا                                                                 |
| الوثب العالي J1         | أرنولد بولدت · كندا                                                                                        | هانس سانتشي · سويسرا                                                                                  | أندرياس سيغل · النمسا                                                                  |
| الوثب العالي J2         | تي تشاو · الصين                                                                                            | أليساندرو كوريس · إيطاليا                                                                             | مايكل هاكيت · أستراليا                                                                 |
| الوثب العالي J4         | شو تشاو · الصين                                                                                            | شاو يانغ · الصين                                                                                      | دانا جستر · الولايات المتحدة                                                           |
| الوثب الطويل B1         | مينيهو أوزاكي · اليابان                                                                                    | يان كيل جونغ · كوريا الجنوبية                                                                         | روبرت لاثام · بريطانيا العظمى                                                          |
| الوثب الطويل B2         | ونتاو هوانغ · الصين                                                                                        | خوان فيدما · إسبانيا                                                                                  | كويتشي تاكادا · اليابان                                                                |
| الوثب الطويل B3         | إينست بلي · الولايات المتحدة                                                                               | كورت فان رافيلغم · بلجيكا                                                                             | أوفه ميلمان · ألمانيا                                                                  |
| الوثب الطويل C7–8       | دارين ثروب · أستراليا                                                                                      | بيتر هابر · ألمانيا                                                                                   | هون سون · كوريا الجنوبية                                                               |
| الوثب الطويل J1         | غونثر بيليتز · ألمانيا                                                                                     | آل ميد · الولايات المتحدة                                                                             | أندرياس زيغل · النمسا                                                                  |
| الوثب الطويل J2         | دينيس أوهلر · الولايات المتحدة                                                                             | كارل فيفار · أستراليا                                                                                 | ماثيو بولو · الولايات المتحدة                                                          |
| الوثب الطويل J4         | روبين ألفاريز · إسبانيا                                                                                    | جورجيوس توبتسيس · اليونان                                                                             | باتريس جيرجس · فرنسا                                                                   |
| الوثب الثلاثي B1        | خوسيه مانويل رودريغيز · إسبانيا                                                                            | سيرجي سيفاستيانوف · الفريق الموحد                                                                     | روبرت لاثام · بريطانيا العظمى                                                          |
| القفز الثلاثي B2        | خوان فييدما · إسبانيا                                                                                      | أليكسي لاشمانوف · الفريق الموحد                                                                       | ونتاو هوانغ · الصين                                                                    |
| القفز الثلاثي B3        | إنريكي سيبيدا · كوبا                                                                                       | دونكو أنجيلوف · بلغاريا                                                                               | أولريش شتريغيل · ألمانيا                                                               |
| القفز الثلاثي J3–4      | شاو يانغ · الصين                                                                                           | لين كيو · الصين                                                                                       | روبين ألفاريز · إسبانيا                                                                |
| رمي العصا C6            | داي كوان كيم · كوريا الجنوبية                                                                              | كيث جاردنر · بريطانيا العظمى                                                                          | س. دا كوستا نيتو · البرازيل                                                            |
| رمي القرص B1            | ألفونسو فيدالجو · إسبانيا                                                                                  | زيغموند ترتلتاوبه · ألمانيا                                                                           | ريتشارد روفالو · الولايات المتحدة                                                      |
| رمي القرص B2            | سيرجي خوداكوف · الفريق الموحد                                                                              | جورجي ساكيلاروف · بلغاريا                                                                             | يولمر أورديانيتا · فنزويلا                                                             |
| رمي القرص B3            | راسيل شورت · أستراليا                                                                                      | فرانس جان · كندا                                                                                      | أتيلا بازينتشار · المجر                                                                |
| رمي القرص C5            | فيلم نورداوين · هولندا                                                                                     | دينتون جونسون · الولايات المتحدة                                                                      | توماس بيك · الولايات المتحدة                                                           |
| رمي القرص C7            | فرانجو إيزلاكار · سلوفينيا                                                                                 | أنتون شيبر · النمسا                                                                                   | حسين آغا برغجي · إيران                                                                 |
| رمي القرص THS2          | هورست باير · ألمانيا                                                                                       | جون إيدن · أستراليا                                                                                   | روبرتو سيمونازي · ألمانيا                                                              |
| رمي القرص THS3          | أورس كولي · سويسرا                                                                                         | سعيد عفيفي · مصر                                                                                      | أحمد إي. خلف · العراق                                                                  |
| رمي القرص THS4          | جيرزي دابروفسكي · بولندا                                                                                   | هارالد روث · النمسا                                                                                   | دوسان ليبرت · تشيكوسلوفاكيا                                                            |
| رمي القرص THW2–3        | هاينز جاكوب · سويسرا                                                                                       | جابرييل دياز دي ليون · الولايات المتحدة                                                               | خالد السقر · البحرين                                                                   |
| رمي القرص THW4          | ليون لابوشين · جنوب إفريقيا                                                                                | بروس والروت · أستراليا                                                                                | هوبرتوس براونر · ألمانيا                                                               |
| رمي القرص THW5          | جاك مارتن · كندا                                                                                           | تيرينس هوبكنز · بريطانيا العظمى                                                                       | أرنولد أسترادا · الولايات المتحدة                                                      |
| رمي القرص THW6          | أحمد السيد · مصر                                                                                           | تيري جيددي · أستراليا                                                                                 | كيفان بيكر · بريطانيا العظمى                                                           |
| رمي القرص THW7          | هاني محمد · مصر                                                                                            | محمد عبدالله محمد · مصر                                                                               | ماوريتسيو نالين · إيطاليا                                                              |
| رمي الرمح B1            | خورخي مندوزا · إسبانيا                                                                                     | ريتشارد روفالو · الولايات المتحدة                                                                     | مينيهو أوزاكي · اليابان                                                                |
| رمي الرمح B2            | زيغموند هيغيهولتز · ألمانيا                                                                                | سيرجي خوداكوف · الفريق الموحد                                                                         | أندريه جودليفسكي · بولندا                                                              |
| رمي الرمح B3            | هارو تاكيوشي · اليابان                                                                                     | جيسون ديليسال · كندا                                                                                  | راسيل شورت · أستراليا                                                                  |
| رمي الرمح C5            | بول ويليامز · بريطانيا العظمى                                                                              | شين غرينفل · بريطانيا العظمى                                                                          | توماس بيكي · الولايات المتحدة                                                          |
| رمي الرمح C6            | يون بونغ تشوي · كوريا الجنوبية                                                                             | فهد المطيري · الكويت                                                                                  | داي كوان كيم · كوريا الجنوبية                                                          |
| رمي الرمح C7            | أنتي ماكينين · فنلندا                                                                                      | دو هيونغ هان · كوريا الجنوبية                                                                         | كين تشيرشيل · بريطانيا العظمى                                                          |
| رمي الرمح THS2          | أحمد محمد · مصر                                                                                            | يورغ فريشمان · ألمانيا                                                                                | هوبرت بورشغنس · ألمانيا                                                                |
| رمي الرمح THS3          | تشانغ تينغ صن · الصين                                                                                      | توني هيد · أستراليا                                                                                   | ديرك ميمبرغ · ألمانيا                                                                  |
| رمي الرمح THS4          | هارالد روث · النمسا                                                                                        | يرزي دابروفسكي · بولندا                                                                               | بوتشيت أونكولانافين · تايلاند                                                          |
| رمي الرمح THW2          | هوراسيو باسكيوني · الأرجنتين                                                                               | دوغلاس هير · الولايات المتحدة                                                                         | هال ميريل · كندا                                                                       |
| رمي الرمح THW3          | جابرييل دياز دي ليون · الولايات المتحدة                                                                    | كريستوس أجوراكيس · اليونان                                                                            | فلاديمير بوتابينكو · الفريق الموحد                                                     |
| رمي الرمح THW4          | بروس والروت · أستراليا                                                                                     | عوض أزموده · إيران                                                                                    | ستيفان بوغدان · تشيكوسلوفاكيا                                                          |
| رمي الرمح THW5          | ميكايل ساليفا · فنلندا                                                                                     | جاك مارتن · كندا                                                                                      | غوستافو أريوسا · كوبا                                                                  |
| رمي الرمح THW6          | ديريك هايمان · جنوب إفريقيا                                                                                | إيان هايدن · بريطانيا العظمى                                                                          | جيفرسون ديفيس · جامايكا                                                                |
| رمي الرمح THW7          | علي محمد · الكويت                                                                                          | محمد سعيد · مصر                                                                                       | ديفيد بلويريت · بريطانيا العظمى                                                        |
| دفع الجلة B1            | ألفونسو فيدالغو · إسبانيا                                                                                  | أندريس مارتينيز · إسبانيا                                                                             | جيمس ماسترو · الولايات المتحدة                                                         |
| دفع الجلة B2            | جورجي ساكيلاروف · بلغاريا                                                                                  | سيرجي خوداكوف · الفريق الموحد                                                                         | كارل ماير · النمسا                                                                     |
| دفع الجلة B3            | راسيل شورت · أستراليا                                                                                      | جوناثان وارد · بريطانيا العظمى                                                                        | يورما لايتينين · فنلندا                                                                |
| دفع الجلة C3–4          | مايكل ووكر · بريطانيا العظمى                                                                               | أنطوان ديلون · فرنسا                                                                                  | إريك أوينز · الولايات المتحدة                                                          |
| دفع الجلة C5            | ويليم نوردوين · هولندا                                                                                     | توماس بيك · الولايات المتحدة                                                                          | دينتون جونسون · الولايات المتحدة                                                       |
| دفع الجلة C6            | أليكس هيرمانز · بلجيكا                                                                                     | حسين آغا-برغشي · إيران                                                                                | داي كوان كيم · كوريا الجنوبية                                                          |
| دفع الجلة C7            | فرانجو إزلاكار · سلوفينيا                                                                                  | ريك غرونمان · كندا                                                                                    | أنتون شايفر · النمسا                                                                   |
| دفع الجلة THS2          | يورغ فريشمان · ألمانيا                                                                                     | ديتليف إكيرت · ألمانيا                                                                                | فيكتور خيلمونشيك · الفريق الموحد                                                       |
| دفع الجلة THS3          | زين يو ياو · الصين                                                                                         | جيم مكإلهيني · الولايات المتحدة                                                                       | ديرك ميمبرغ · ألمانيا                                                                  |
| دفع الجلة THS4          | يرزي دابروفسكي · بولندا                                                                                    | أيمن إبراهيم · مصر                                                                                    | ماكس بيرجباور · ألمانيا                                                                |
| دفع الجلة THW2          | دوغلاس هير · الولايات المتحدة                                                                              | هوراسيو باسكيوني · الأرجنتين                                                                          | هال ميريل · كندا                                                                       |
| دفع الجلة THW3          | هاينز جايكوب · سويسرا                                                                                      | فلاديمير بوتابنكو · الفريق الموحد                                                                     | كريستوس أغوراكس · اليونان                                                              |
| دفع الجلة THW4          | لويس بيريرا · البرازيل                                                                                     | بروس والروت · أستراليا                                                                                | هوبرتوس برونر · ألمانيا                                                                |
| رمي الجلة THW5          | تيرنس هوبكنز · بريطانيا العظمى                                                                             | أرنولد أسترادا · الولايات المتحدة                                                                     | جاك مارتن · كندا                                                                       |
| رمي الجلة THW6          | تيري بيكينبو · الولايات المتحدة                                                                            | إيان هايدن · بريطانيا العظمى                                                                          | تيري جيدي · أستراليا                                                                   |
| رمي الجلة THW7          | هاني محمد · مصر                                                                                            | علي محمد · الكويت                                                                                     | إرنست جيلد · بريطانيا العظمى                                                           |
| الخماسية B1             | سيرغي سيفاستيانوف · الفريق الموحد                                                                          | فيتاوتاس جيرنيوس · ليتوانيا                                                                           | خورخي ميندوزا · إسبانيا                                                                |
| الخماسية B2             | ميروسلاف بيتش · بولندا                                                                                     | خوان أنطونيو برييتو · إسبانيا                                                                         | فرانتيسيك جودري · تشيكوسلوفاكيا                                                        |
| الخماسي PS3             | روبرتو سيمونازي · ألمانيا                                                                                  | كيرود مكجريجور · أستراليا                                                                             | ديتليف إكيرت · ألمانيا                                                                 |
| الخماسي PS4             | مانفريد هارطل · النمسا                                                                                     | دينيس أوهلر · الولايات المتحدة                                                                        | توماس بورجوا · الولايات المتحدة                                                        |
| الخماسي PW3–4           | فويتش فاشيتشيك · تشيكوسلوفاكيا                                                                             | خوسيه أبال · إسبانيا                                                                                  | كيفن سوندرز · الولايات المتحدة                                                         |

### أحداث النساء
| Event                 | الذهبية                                                                                      | الفضية                                                                                   | البرونزية                                                                 |
| --------------------- | -------------------------------------------------------------------------------------------- | ---------------------------------------------------------------------------------------- | ------------------------------------------------------------------------- |
| 100 متر B1            | بوريفيكاسيون سانتامارتا · إسبانيا                                                            | بوريفيكاسيون أورتيز · إسبانيا                                                            | تريسي هينتون · بريطانيا العظمى                                            |
| 100 متر B2            | آدريا سانتوس · البرازيل                                                                      | ريما باتالوفا · الفريق الموحد                                                            | بياتريس مندوزا · إسبانيا                                                  |
| 100 متر B3            | مارلا رونيان · الولايات المتحدة                                                              | أولغا شوركينا · الفريق الموحد                                                            | شارون بولتون · بريطانيا العظمى                                            |
| 100 متر C5–6          | كارولين إنيس · بريطانيا العظمى                                                               | كورنيليا توبنر · ألمانيا                                                                 | ميونغ جا كيم · كوريا الجنوبية                                             |
| 100 متر C7–8          | أليسون كوين · أستراليا                                                                       | إستير كروز · بريطانيا العظمى                                                             | ماكي أوكادا · اليابان                                                     |
| 100 متر TS4           | جيسيكا ساشسي · ألمانيا                                                                       | أنلي أويستو · إستونيا                                                                    | إيرينا ليونتيوك · الفريق الموحد                                           |
| 100 متر TW2           | كريستين سميث · نيوزيلندا                                                                     | فلورنس جوسيو · فرنسا                                                                     | ليتيشيا توريس · المكسيك                                                   |
| 100 متر TW3           | تاني جراي · بريطانيا العظمى                                                                  | إنجريد لاوريدسن · الدنمارك                                                               | كوليت بورغوني · كندا                                                      |
| 100 متر TW4           | لويز سوفاج · أستراليا                                                                        | مونيكا فيترستروم · السويد                                                                | دانييلا جوتزلر · سويسرا                                                   |
| 200 م B1              | بوريفيكاسيون سانتامارتا · إسبانيا                                                            | تريسي هينتون · بريطانيا العظمى                                                           | بوريفيكاسيون أورتيز · إسبانيا                                             |
| 200 م B2              | ريما باتالوفا · الفريق الموحد                                                                | مارشا غرين · أستراليا                                                                    | بياتريس مندوزا · إسبانيا                                                  |
| 200 م B3              | مارلا رونيان · الولايات المتحدة                                                              | أولغا تشوركينا · الفريق الموحد                                                           | شارون بولتون · بريطانيا العظمى                                            |
| 200 م C7–8            | أليسون كوين · أستراليا                                                                       | إيستر كرويس · بريطانيا العظمى                                                            | ماكي أوكادا · اليابان                                                     |
| 200 م TS4             | جيسيكا زاكسه · ألمانيا                                                                       | ليوبوف مالاخوفا · الفريق الموحد                                                          | إيرينا ليونتيوك · الفريق الموحد                                           |
| 200 متر TW2           | جان ووترز · الولايات المتحدة                                                                 | كريستين هاردر · كندا                                                                     | لتيشيا توريس · المكسيك                                                    |
| 200 متر TW3           | تاني غراي · بريطانيا العظمى                                                                  | إنغريد لوريدسن · الدنمارك                                                                | باتريشيا دوركين · الولايات المتحدة                                        |
| 200 متر TW4           | لويز سافاج · أستراليا                                                                        | مونيكا ويترستروم · السويد                                                                | شانتال بيتيكليرك · كندا                                                   |
| 400 متر B1            | بوريفيكاسيون سانتامارتا · إسبانيا                                                            | تراسي هينتون · بريطانيا العظمى                                                           | سيغيتا كرياوكيونيني · ليتوانيا                                            |
| 400 متر B2            | ريما باتالوفا · الفريق الموحد                                                                | كلاوديا ماير · ألمانيا                                                                   | مارشا غرين · أستراليا                                                     |
| 400 م B3              | مارلا رونيان · الولايات المتحدة                                                              | شارون بولتون · بريطانيا العظمى                                                           | أولغا شوركينا · الفريق الموحد                                             |
| 400 م C7–8            | إيستر كروس · بريطانيا العظمى                                                                 | ماكي أوكادا · اليابان                                                                    | ألما روك · جزيرة أيرلندا                                                  |
| 400 م TW2             | كريستين هاردر · كندا                                                                         | جين ووترز · الولايات المتحدة                                                             | ليتيشيا توريس · المكسيك                                                   |
| 400 م TW3             | طاني جراي · بريطانيا العظمى                                                                  | إنجريد لوريدسن · الدنمارك                                                                | فرانشيسكا بورشيلاتو · إيطاليا                                             |
| 400 م TW4             | لويز سوفاج · أستراليا                                                                        | كوني هانسن · الدنمارك                                                                    | مونيكا فيترستروم · السويد                                                 |
| 800 م B1              | بوريفيكاسيون سانتامارتا · إسبانيا                                                            | Sigita Kriaučiūnienė · ليتوانيا                                                          | Pavla Valnickova · تشيكوسلوفاكيا                                          |
| 800 م B2              | ريما باتالوفا · الفريق الموحد                                                                | كلاوديا ماير · ألمانيا                                                                   | Pamela McGonigle · الولايات المتحدة                                       |
| 800 م TW2             | Kristine Harder · كندا                                                                       | Leticia Torres · المكسيك                                                                 | Florence Gossiaux · فرنسا                                                 |
| 800 م TW3             | Tanni Grey · بريطانيا العظمى                                                                 | Ingrid Lauridsen · الدنمارك                                                              | Colette Bourgonje · كندا                                                  |
| 800 م TW4             | كوني هانسن · الدنمارك                                                                        | Louise Sauvage · أستراليا                                                                | Chantal Petitclerc · كندا                                                 |
| 1500 متر B1           | باڤلا فالنيكوفا · تشيكوسلوفاكيا                                                              | سيجيتا كرياوكيونيني · ليتوانيا                                                           | مايتي إسبينوزا · إسبانيا                                                  |
| 1500 متر B2           | ريما باتالوفا · الفريق الموحد                                                                | كلاوديا ماير · ألمانيا                                                                   | باميلا ماكونيجل · الولايات المتحدة                                        |
| 1500 متر TW3–4        | كوني هانسن · الدنمارك                                                                        | مونيكا فيترستروم · السويد                                                                | جينيته جانسن · هولندا                                                     |
| 3000 متر B1           | باڤلا فالنيكوفا · تشيكوسلوفاكيا                                                              | سيجيتا كرياوكيونيني · ليتوانيا                                                           | جودليا دياز · المكسيك                                                     |
| 3000 متر B2           | باميلا ماكونيجل · الولايات المتحدة                                                           | كلاوديا ماير · ألمانيا                                                                   | دانوت شميك · ليتوانيا                                                     |
| 5000 م TW3–4          | ليلي أنجرني · ألمانيا                                                                        | جينيت يانسن · هولندا                                                                     | باربارا ماير · ألمانيا                                                    |
| 10000 م TW3–4         | كوني هانسن · الدنمارك                                                                        | ليلي أنجرني · ألمانيا                                                                    | آنا كودي · الولايات المتحدة                                               |
| الماراثون TW3–4       | كوني هانسن · الدنمارك                                                                        | جينيت يانسن · هولندا                                                                     | ليلي أنجرني · ألمانيا                                                     |
| تتابع 4 × 100 م TW3–4 | الولايات المتحدة (الولايات المتحدة) · كانديس كابل · جان دريسكول · آنا كودي · كارول هيثرنجتون | بريطانيا العظمى (المملكة المتحدة) · تاني جراي · إيفون هولواي · روزماري هيل · ترايسي لويس | المكسيك (المكسيك) · دورا جارسيا · خوانا سوتو · أراسيلي كاسترو · روزا فيرا |
| الوثب الطويل B1       | بوري فيكاسيون أورتيز · إسبانيا                                                               | أنيت برغر · ألمانيا                                                                      | كيرستن غيديكي · ألمانيا                                                   |
| القفز الطويل B2       | رايسا زورافليفا · الفريق الموحد                                                              | ماغدالينا أمو · إسبانيا                                                                  | آنا لوبيز · إسبانيا                                                       |
| القفز الطويل B3       | مارلا رونيان · الولايات المتحدة                                                              | جيهونغ زهاو · الصين                                                                      | بافلا زيمنوفا · تشيكوسلوفاكيا                                             |
| رمي القرص B1          | ليليانا ليوبيسيتش · كندا                                                                     | مارتينا ويلينج · ألمانيا                                                                 | بيي تشنغ · الصين                                                          |
| رمي القرص B2          | نادا فوكسانوفيتش · وفد بارالمبي مستقل                                                        | جودي ويليس · أستراليا                                                                    | مونا أولمان · النرويج                                                     |
| رمي القرص B3          | تمارا سيفاكوفا · الفريق الموحد                                                               | برايدي لينش · جزيرة أيرلندا                                                              | إيلونا توماس · ألمانيا                                                    |
| رمي القرص C5–8        | جوان بوي · كندا                                                                              | آن-غيل دي سانت · بلجيكا                                                                  | رينيه كوين · هولندا                                                       |
| رمي القرص THS2        | يو كون ليو · الصين                                                                           | مادلين دييوي · فرنسا                                                                     | أراسيلي كاسترو · المكسيك                                                  |
| رمي القرص THW4        | ميلوسلافا بهالوفا · تشيكوسلوفاكيا                                                            | عدلة الرومي · الكويت                                                                     | جاكي وولفتانج · الولايات المتحدة                                          |
| رمي القرص THW5        | ماريان بوجنهاغن · ألمانيا                                                                    | فيرا جيراسكوفا · تشيكوسلوفاكيا                                                           | لورا شفانجر · الولايات المتحدة                                            |
| رمي القرص THW7        | سويلي غيماريش · البرازيل                                                                     | كاثرين لين كارلتون · الولايات المتحدة                                                    | سيلفيا غرانت · جامايكا                                                    |
| رمي الرمح B1–3        | مارتينا فيلينج · ألمانيا                                                                     | جيني بيرغستروم · السويد                                                                  | مونا أولمان · النرويج                                                     |
| رمي الرمح C5–8        | جوان بو · كندا                                                                               | رينيه شليفسكا · بولندا                                                                   | آن-غاييل دي سانت · بلجيكا                                                 |
| رمي الرمح THS2        | دونا سميث · أستراليا                                                                         | مادلين دوي · فرنسا                                                                       | أراسيلي كاسترو · المكسيك                                                  |
| رمي الرمح THW5        | ماريان بوغنهاجن · ألمانيا                                                                    | لورا شوانغر · الولايات المتحدة                                                           | ميلكا ميلينكوفيتش · كرواتيا                                               |
| رمي الرمح THW7        | ماري ناكوميتشا · كينيا                                                                       | سيلفيا غرانت · جامايكا                                                                   | روز أتينو أولانغ · كينيا                                                  |
| رمي الجلة B1          | بيي زينغ · الصين                                                                             | ليليانا ليوبيسيتش · كندا                                                                 | مارتينا ويلينغ · ألمانيا                                                  |
| رمي الجلة B2          | جودي ويليس · أستراليا                                                                        | نادا فوكسانوفيتش · وفد بارالمبي مستقل                                                    | مونا أولمان · النرويج                                                     |
| رمي الجلة C5–8        | جوان بوي · كندا                                                                              | آن-جايل دو سينت · بلجيكا                                                                 | رينات كوين · هولندا                                                       |
| رمي الجلة THS2        | مادلين ديووي · فرنسا                                                                         | دونا سميث · أستراليا                                                                     | كونسويلو رودريغيز · المكسيك                                               |
| رمي الجلة THW5        | ماريان بوجنهاجن · ألمانيا                                                                    | لورا شوانجر · الولايات المتحدة                                                           | دراجيتسا لابورنيك · سلوفينيا                                              |
| دفع الجلة THW7        | كاثرين لين كارلتون · الولايات المتحدة                                                        | إيفا بورغندر · سويسرا                                                                    | إيثيل إلين أوردر · بريطانيا العظمى                                        |
| الخماسي B3            | رايسا جرافليفا · الفريق الموحد                                                               | بريدي لينش · جزيرة أيرلندا                                                               | بربارا كوتشارجك · بولندا                                                  |
| الخماسي PW3–4         | ماريان بوغهاغن · ألمانيا                                                                     | لورا شفانغر · الولايات المتحدة                                                           | مالدا باومغارته · ليتوانيا                                                |

## ملخص ميداليات مدريد

### الرجال
| الحدث           | الذهبية | الذهبية | الفضية                                                                                           | الفضية  | البرونزية                                                                         | البرونزية |
| --------------- | --- | ------- | ------------------------------------------------------------------------------------------------ | ------- | --------------------------------------------------------------------------------- | --------- |
| 100 متر         | كينيث كولين · بريطانيا العظمى                                                                                | 11.33   | جويل دا سيلفا · البرازيل                                                                         | 11.58   | خوسيه لويس ألفاريز روزا · إسبانيا                                                 | 11.62     |
| 200 متر         | كينيث كولين · بريطانيا العظمى                                                                                | 22.90   | سيريلو غارسيا · جمهورية الدومينيكان                                                              | 23.69   | خوسيه لويس ألفاريز روزا · إسبانيا                                                 | 23.72     |
| 400 متر         | جويل دا سيلفا · البرازيل                                                                                     | 51.48   | سيريلو غارسيا · جمهورية الدومينيكان                                                              | 52.74   | خوسيه لويس كوينتانا نيات · إسبانيا                                                | 52.82     |
| 800 متر         | ماغنوس بارتفورس · السويد                                                                                     | 4:01.11 | فريدي ألمونتي · جمهورية الدومينيكان                                                              | 4:05.26 | سيريلو غارسيا · جمهورية الدومينيكان                                               | 4:05.99   |
| 1500 متر        | ماغنوس بارتفورس · السويد                                                                                     | 4:19.13 | باول ميتشيل · أستراليا                                                                           | 4:19.63 | ليونارد أوكال · كينيا                                                             | 4:19.72   |
| 3000 متر        | ليونارد أوكال · كينيا                                                                                        | 9:19.94 | أنطونيو ماريس · البرتغال                                                                         | 9:20.86 | جيريمياه جاتوا · كينيا                                                            | 9:30.56   |
| تتابع 4×100 متر | إسبانيا (ESP) · خوسيه لويس ألفاريز روزا · فيليكس ليبراتو بوكوس · يسوع فاسكويز لوبيز · ج. لويس كوينتانا نياتي | 45.58   | بريطانيا العظمى (GBR) · بيتر ميتشان · كولين جيمس · باري جيمس · كينيث كولين                       | 46.45   | السويد (SWE) · ماغنوس بارتفورس · روجر إيلمان · توربيورن إريكسون · يوهان إيزاككسون | 47.17     |
| تتابع 4×400 متر | إسبانيا (ESP) · خافيير غارسيا · يسوع فاسكويز لوبيز · سيرجيو مونتينيغرو · سانتياغو سانتاييلا                  | 3:40.25 | جمهورية الدومينيكان (DOM) · أليخاندرو ألكالا · إينوسينسيو سانشيز · فريدي ألمونتي · سيريلو غارسيا | 3:41.78 | اليابان (JPN) · توشيكاتسو تاكيدا · كاتسودا أوكي · إيديتاكا مومي · توشيوكي إيشكاوا | 3:43.56   |
| الوثب العالي    | فابيان سانشيز · الأوروغواي                                                                                   | 1.71    | وسام بحري · تونس                                                                                 | 1.69    | أنتون فلافل · أستراليا                                                            | 1.69      |
| القفز الطويل    | يوهان إسحقسون · السويد                                                                                       | 6.06    | ستيليان غرافيس · رومانيا                                                                         | 5.96    | ميرسيا تيغليانو · رومانيا                                                         | 5.95      |
| رمي الجلة       | غييرمو أبالازا · تشيلي                                                                                       | 10.68   | هارولدو ريبيرو · البرازيل                                                                        | 10.43   | فيوريل دوميترو · رومانيا                                                          | 10.23     |
| رمي القرص       | يوهان إسحقسون · السويد                                                                                       | 29.10   | فيوريل دوميترو · رومانيا                                                                         | 27.34   | أنطون فلافل · أستراليا                                                            | 27.00     |
| رمي الرمح       | أنطون فلافل · أستراليا                                                                                       | 51.52   | إرنستو موري · الأوروغواي                                                                         | 43.14   | أرتو هيتينين · فنلندا                                                             | 41.90     |

### أحداث النساء
| Event           | الذهبية                                                                                  | الذهبية | الفضية                                                                                   | الفضية  | البرونزية                                                                                       | البرونزية |
| --------------- | ---------------------------------------------------------------------------------------- | ------- | ---------------------------------------------------------------------------------------- | ------- | ----------------------------------------------------------------------------------------------- | --------- |
| 100 متر         | إنغريد نونيز · جمهورية الدومينيكان                                                       | 13.36   | لورينا ميليشي · الأوروغواي                                                               | 13.45   | ليندا نيويل · بريطانيا العظمى                                                                   | 13.68     |
| 200 متر         | إنغريد نونيز · جمهورية الدومينيكان                                                       | 27.13   | تريسي ميلسكو · كندا                                                                      | 27.57   | لورينا ميليشي · الأوروغواي                                                                      | 27.93     |
| 400 متر         | لورينا ميليشي · الأوروغواي                                                               | 1:01.15 | إنغريد نونيز · جمهورية الدومينيكان                                                       | 1:01.36 | تريسي ميلسكو · كندا                                                                             | 1:01.60   |
| 800 متر         | نوريا فيرتس · إسبانيا                                                                    | 2:39.98 | أنطونيا ألكاد · البرتغال                                                                 | 2:40.45 | لينيُتا أبوسكَتيَي · رومانيا                                                                       | 2:41.88   |
| تتابع 4×100 متر | الأوروغواي (URU) · لورديز أندريانيس · يولي بوتيستا · مونيكا دوارتي · لورينا ميليتشي      | 54.98   | رومانيا (ROM) · جيورجيتا فويو\br />كارمن غيتا · فاليريا تشوبانو · فلواري-أميليا لينجورار | 56.44   | البرازيل (BRA) · لوسي أنجيلا سوزا دا كروز · بيريزيا سوزا · إيستر راموس بيريرا · إيرنود دا كوستا | 57.88     |
| تتابع 4×400 متر | إسبانيا (ESP) · أدوراسيون بيريز · كريستينا فلورينسيو · يولاندا غونزاليس · ماريمار بارادا | 4:36.66 | البرتغال (POR) · كارمو ماجانيهو · آنا ألبوكيرك · مانويلا كاتروش · برازيريس سانتوس        | 4:45.55 | بولندا (POL) · آنا فوكوفسكا · جوانا ستاكولسكا · ريناتا كوزانكا · إيوونا وجتكوسكا                | 4:50.12   |
| الوثب العالي    | لورينا ميليتشي · الأوروغواي                                                              | 1.40    | لورديز أندريانيس · الأوروغواي                                                            | 1.38    | آنا ألبوكيرك · البرتغال                                                                         | 1.32      |
| القفز الطويل    | فاليريا تشوبانو · رومانيا                                                                | 4.50    | إيستر راموس بيريرا · البرازيل                                                            | 4.45    | راكل نوجنت · أستراليا                                                                           | 4.33      |
| رمي الجلة       | بيروشكا سزاماري · رومانيا                                                                | 9.08    | مادلين إهلرز · أستراليا                                                                  | 8.61    | إدرا سانشيز · الإكوادور                                                                         | 7،87      |
| رمي القرص       | بيروشكا سزاماري · رومانيا                                                                | 24.98   | مادلين إهلرز · أستراليا                                                                  | 21.32   | ماريا إيلينا مايسو · إسبانيا                                                                    | 20.86     |
| رمي الرمح       | آنا ماريا راموس · الأوروغواي                                                             | 28.52   | إميلي تشيلاجات · كينيا                                                                   | 24.28   | كاي فريمان · أستراليا                                                                           | 24.16     |